# Portrait d'Auguste Richard de La Hautière
Portrait d'Auguste Richard de La Hautière est un tableau du peintre français Eugène Delacroix réalisé en 1828. Cette huile sur toile est un portrait d'Auguste Richard de La Hautière exécuté à la demande de Prosper Goubaux, l'adolescent comptant parmi les meilleurs de ses élèves. Depuis son acquisition en 2000, l'œuvre fait partie des collections du musée national Eugène-Delacroix.